# 6e régiment de chasseurs d'Afrique
Le 6e régiment de chasseurs d'Afrique (ou 6e RCA) est un régiment de cavalerie de l'armée française, créé en 1887.

## Création et différentes dénominations
- 1887 : création du 6e régiment de chasseurs d'Afrique.
- 1922 : dissolution.
- 1941 : nouvelle création du 6e régiment de chasseurs d'Afrique.
- 1941 : dissolution.
- 1943 : 6e régiment de chasseurs d'Afrique.
- 1962 : dissolution.

## Chefs de corps
- 1887-1890 : Colonel E. Poulleau
- 1890-1896 : Colonel d'Haranguier de Quincerot
- 1896-1898 : Colonel G. Daustel (1846 - 1899)
- 1898-1901 : Colonel L. de Gerus
- 1901-1906 : Colonel Levé
- 1906-1913 : Colonel Jouinot-Gambetta
- 1914-1915 : Lieutenant-Colonel puis Colonel Vincent Antoine Léon de Francolini
- 1919-1920 : Lieutenant-Colonel de Benoist
- 1920-1922 : Colonel Toulat

- 1940-1941 : Lieutenant-Colonel Amanrich
- 1941-1941 : Chef d'Escadrons de Virel
- 1941-1941 : Chef d'Escadrons Marion
- 1941-1942 : Lieutenant-Colonel Lehr
- 1942-1942 : Chef d'Escadrons Labarthe
- 1942-1942 : Chef d'Escadrons Renaudeau d'Arc
- 1942-1943 : Colonel Charuit
- 1943-1944 : Lieutenant-Colonel Renaudeau d'Arc
- 1944-1945 : Chef d'Escadrons de Viéville (1902, + 1987), par intérim.
- 1945-1947 : Lieutenant-Colonel Dudognon
- 1947-1948 : Lieutenant-Colonel Divary
- 1948-1950 : Colonel de Pouilly
- 1950-1953 : Colonel Sablon du Corail
- 1953-1955 : Colonel Ch. Arnould
- 1955-1956 : Colonel H. Mauche
- 1956-1957 : Chef d'Escadrons Le Masson (provisoire)
- 1957-1958 : Lieutenant-Colonel J. Hennion
- 1958-1959 : Lieutenant-Colonel M. Deturbet
- 1959-1961 : Lieutenant-Colonel R. Lalo
- 1962-1962 : Lieutenant-Colonel P. Nielly

## Historique des garnisons, campagnes et batailles

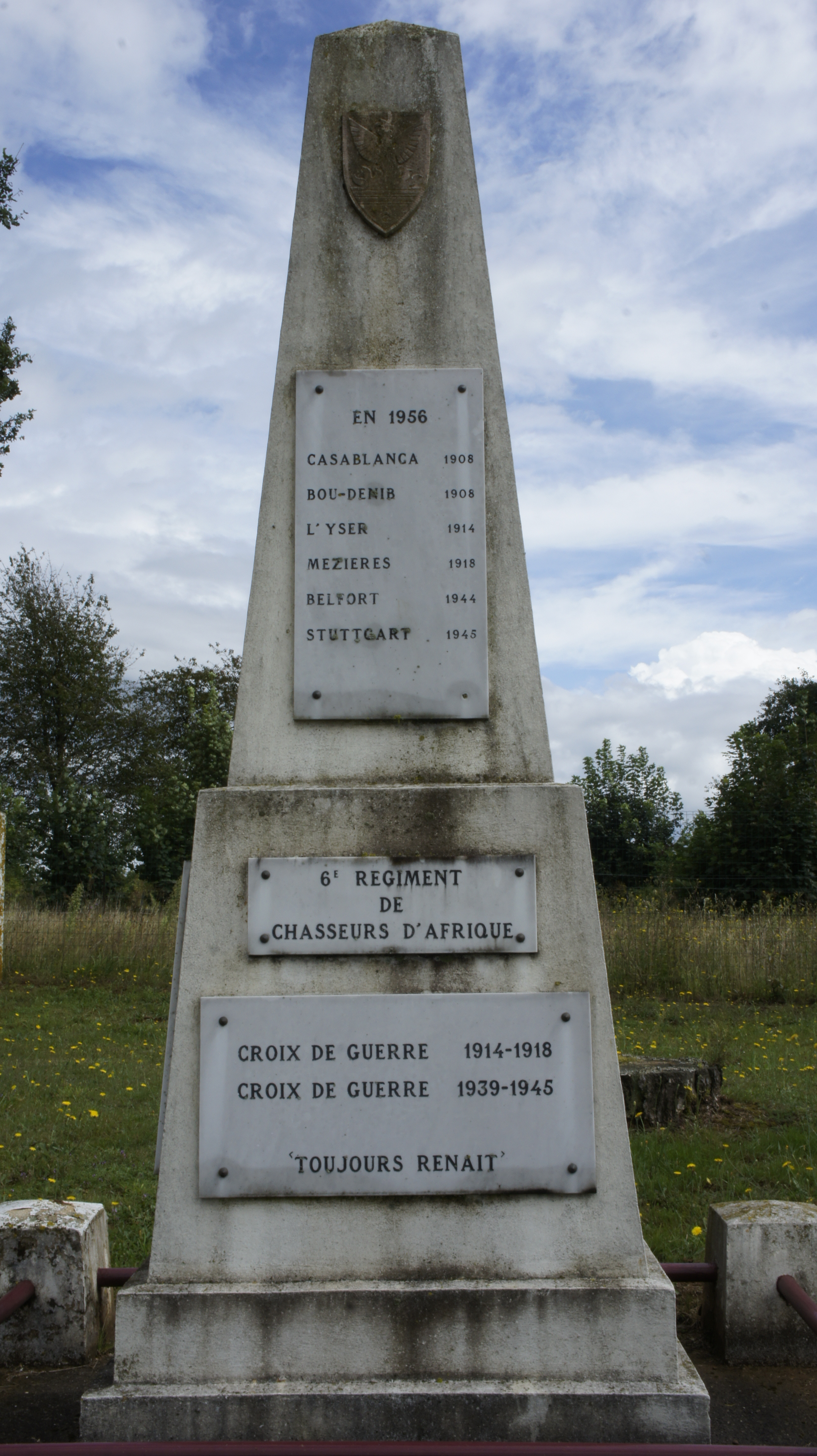
Floing, monument Aux chasseurs d'Afrique.

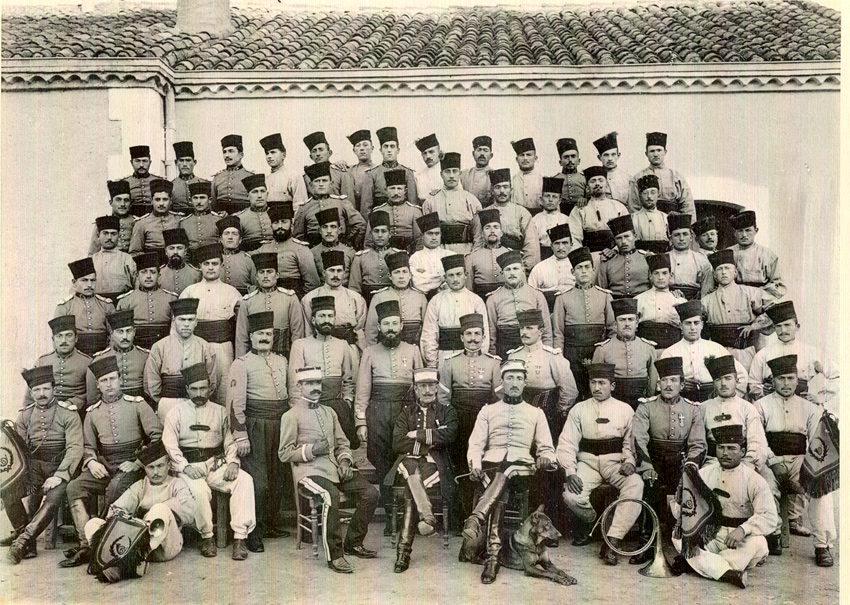
En 1906, en Afrique.

### De 1885 à 1914
- Madagascar 1885.
- Chine 1900.
- Maroc 1908-1910.

### Première Guerre mondiale
- Grande Guerre 1914-1918.

### Seconde Guerre mondiale

#### 1941
- Levant 1941 (pour le régime de Vichy).

#### 1944
- Libération 1944-1945.

#### 1945
- Allemagne 1945.

#### De 1945 à nos jours
- Algérie 1956-1962.

" Magnifique régiment de chars qui n'a cessé de battre l'Allemand partout où il l'a rencontré. Malgré les pertes sévères subies et les fatigues endurées, n'a cessé de faire preuve d'un esprit de sacrifice digne des plus belles traditions de la cavalerie." Général de Gaulle, 1945.

## Traditions

### Devise
" Toujours renaît."

### Honneurs
Croix de guerre 1914-1918 avec :
- G.E citation C.G ;
- G.E citation à l'ordre de la division le 6 avril 1919 ;
- S.m citation à l'ordre de l'armée ;
- deux citations à l'ordre de la division.

Sa cravate est décorée de la Croix de Guerre 1939-1945 avec une palme et :
- citation à l'ordre de l'armée le 1er octobre 1945 ;
- citation du 3e escadron à l'ordre de l'armée le 23 juillet 1946.

### Chant
Refrain
Pour ce destin de chevalier honneur fidélité, nous sommes fiers d'appartenir à ceux qui
vont souffrir demain. Brandissant nos drapeaux en vainqueur nous défilerons. Nous n'avons pas
seulement des armes mais le diable marche avec nous.

### Étendard
Il porte, cousues en lettres d'or dans ses plis, les inscriptions suivantes,:
- Casablanca 1908
- Bou-Denib 1908
- L'Yser 1914
- Mézières 1918
- Belfort 1944
- Stuttgart 1945
- AFN 1952-1962

## Faits d'armes faisant particulièrement honneur au régiment

### Guerre d'Algérie
Au cessez-le-feu du 19 mars 1962 en Algérie, le 6e R.C.A  a créé, comme 91 autres régiments, une unité de la Force Locale de l'ordre Algérienne ( prévue  aux   Accords d'Evian du 18 mars 1962).[pas clair]. Le 6e R.C.A, constitue une unité de la Force locale de l'ordre Algérienne, la 490e UFL-UFO, composée de 10 % de militaires métropolitains et de 90 % de militaires locaux qui, pendant la période transitoire, devaient être au service de l'exécutif provisoire algérien, jusqu'à l'indépendance de l'Algérie.

## Personnalités ayant servi au sein du régiment
- Pierre Poletti (1894-1971), résistant français, Compagnon de la Libération.
- Jacques Fitamant (1905-1980), résistant français, Compagnon de la Libération.
- Jacques Chirac (1932-2019), homme politique français[3].

## Sources et bibliographie
- Historique des corps de troupe de l'armée française, Ministère de la Guerre, 1900
- Général Andolenko, Recueil d'historique de l'arme blindée et de la cavalerie, Paris, Eurimprim, 1968
- L'Encyclopédie de l'Armée Française" - Les Chasseurs d'Afrique - (J. Sicard & F. Vauvillier - Histoire & Collections 2001)
- Historique du régiment : 6e chasseurs d'Afrique, Mascara, Muselli et Beffeyte, 1920, 18 p., lire en ligne sur Gallica.